# エマーソン・ムナンガグワ
エマーソン・ダンブゾ・ムナンガグワ（ショナ語: Emmerson Dambudzo Mnangagwa, 1942年9月15日 - ）は、ジンバブエの政治家。同国を37年間にわたって統治したロバート・ムガベの最古参の側近として知られており、クーデターで失脚したムガベの後継として2017年11月24日に同国第3代大統領に就任した。同国与党ジンバブエ・アフリカ民族同盟愛国戦線（ZANU-PF）代表も兼ねる。現地のメディアでは、しばしばEDと表記される。
ジンバブエの国家安全担当大臣、法務大臣、地方住宅・社会環境大臣、国防大臣、第一副大統領などを歴任した。

## 来歴
1942年9月15日、イギリスの植民地だった南ローデシア出身。10代は家族とともに北ローデシアにて過ごした。16歳で黒人解放運動に身を投じ、1960年代にはエジプトへおくられた後に中国の北京と南京でマルクス主義の思想教育と軍事訓練を受け、独立闘争に参加したが逮捕され、刑務所で10年間過ごした。服役中にロバート・ムガベと友人になり、ムガベのボディガード兼側近となった。
1980年にジンバブエがイギリスから独立した際に情報機関の責任者である国家安全担当大臣としてムガベを首班とする政権に入閣し、治安機関を統括する統合作戦司令部議長として旧ローデシア軍とジンバブエ・アフリカ人民同盟（ZAPU）やジンバブエ・アフリカ民族同盟（ZANU）の武装組織を統合したジンバブエ国防軍の創設を監督して軍部との繋がりを得た。反対勢力の弾圧に関わり、特に1983年から1987年にかけて北マタベレランド州、南マタベレランド州、ミッドランズ州にて反体制派と見做された北ンデベレ人らを北朝鮮の訓練を受けた第5旅団に攻撃させ、2万人が犠牲となった。この大虐殺はグクラフンディと呼ばれ、ムガベが残した負の遺産の中でも最大級と言われる。なおムナンガグワはこの虐殺への関与を否定しているほか、ムガベ自身も国際社会からの非難は受けていない。
1989年に法務大臣に就任。法相在任中の2000年、白人の所有する農場を押収すると発表した。以降も地方住宅・社会環境大臣、国防大臣を歴任。1998年にジンバブエが第二次コンゴ戦争に介入した際には巨額の利益を懐に収めたとも言われる。
2008年の大統領選挙ではロバート・ムガベが劣勢で推移し、第1回目投票で野党候補モーガン・ツァンギライに続く2位に終わった後、野党を選挙からの撤退に仕向けるため多数の暴力行為や脅迫を主導、多数の死者を出した。その結果、思惑通りツァンギライは選挙からの撤退を余儀なくされた。2014年12月に副大統領、与党ジンバブエ・アフリカ民族同盟愛国戦線(ZANU-PF)の副代表に任命され、ムガベの後継者としての地位を確立した。
2018年の大統領選挙を前に同じくムガベの後継者を争っていたグレース・ムガベ大統領夫人との対立が激化していき、2017年11月4日にはムガベが、12月の与党特別総会を前に派閥争いを煽っているとの理由でムナンガグワを批判し、副大統領からの更迭を警告した。11月6日、ムガベはムナンガグワを第1副大統領から解任。サイモン・カヤ・モヨ情報大臣によれば、ムナンガグワは一貫かつ永続的に忠誠心に欠け、無礼で不実であり不正直で信頼できないというのが解任の理由であった。しかし本当はグレースを後継の大統領にするため、まずは第1副大統領に据える目的での解任ではないかとの憶測が広がった。国防軍はムナンガグワを強く支持していたため、副大統領解任に国防軍トップのコンスタンチノ・チウェンガ司令官は強く反発。またムガベ政権支持者の間からもこうした解任の動きには不満の声が上がった。11月8日、ムナンガグワはジンバブエを脱出したが、これは自身の暗殺計画が存在したからだと後に明かしている。
2017年11月15日に国防軍による事実上のクーデターが発生。自宅軟禁下に置かれたムガベはチウェンガと大統領府にて会談し、その中でチウェンガがムナンガグワへの権限委譲を求めたものの、ムガベは拒否した。11月19日にZANU-PFはムガベを党首から解任し、ムナンガグワを後継とした。11月21日にムガベは大統領からの辞任を表明し、次期大統領への就任が確実視されたムナンガグワは22日までにジンバブエに帰国。首都ハラレでは群衆の前で「新たな民主主義が生まれつつある」と述べたほか、経済成長、平和の希求、雇用の創出などを訴えた。また、大統領就任式における演説ではムガベを「建国の父」と称賛し、旧政権の支持者への配慮も見せた。しかし、前述の通りムナンガグワ自身がムガベ政権で政権幹部を務めたことや、独裁体質はムガベと瓜二つという報道もあり、ムナンガグワ政権において真の民主主義が実現するかは不透明である。その一方で、外資の導入を進めるなど前政権と比較して改革開放的な経済政策をとっている。なお、クーデターには当初からムナンガグワの逃亡先だったともされる中国の関与も報じられており、2018年4月にムナンガグワは大統領就任後初のアフリカ以外の外遊で中国を訪れた。
2018年7月30日投開票の大統領選挙では50.8％の票を獲得し、大統領選挙で初当選。しかし得票率44.3％で敗れたネルソン・チャミサ属する民主変革運動は選挙結果を認めず裁判所に提訴する意向を表明している。
2019年、前々年のクーデターで打倒したムガベ前大統領が死去した際には、ツイッターを通じて「ジンバブエ建国の父」、「解放運動の象徴」と称えた。
2023年8月23・24日に投票が行われた大統領選挙で52.6%の票を獲得し、44.0％にとどまったチャミサを下して再選された。9月4日に2期目の就任宣誓。9月13日に発足した新内閣では多くの大臣を留任させた一方、息子デビッドと甥トンガイをそれぞれ財務、観光の副大臣ポストに据えた。

## 人物
政治的な抜け目のなさ、興味のないふりをしながら獲物を虎視眈々と狙い、逃さないことからワニ、クロコダイルといったあだ名が付けられている。
ムナンガグワが政権の座に就いて以降電気代やガス代といった価格が高騰しており、食糧不足の解決といったジンバブエ国内での問題を解決できていないこと、また2017年12月6日には軍と警察がハラレの路上から露店商を追い出し、売ろうとしていた商品を奪ったとしてムナンガグワは批判されており「ムナンガグワはムガベよりも悪い。ムガベはある意味優れており、我々の商品を奪うために兵士を送ったことは一度もなかった」という声も出るなど、ムガベの強権的な体制に対するノスタルジーすら国民の間で生まれた。

## 政策
詳しくは「エマーソン・ムナンガグワの政治的立場」を参照。